# مردان پیشگام
مردان پیشگام (انگلیسی: The Point Men; کره‌ای: 교섭) یک فیلم اکشن جنایی دلهره‌آور محصول سال ۲۰۲۳ کره جنوبی به کارگردانی ییم سون ره و با بازی هوانگ جونگ-مین و هیون بین است. این فیلم بر پایهٔ بحران گروگانگیری شهروندان کره جنوبی در افغانستان (۲۰۰۷) و مأموریت نجات آنها است و در ۱۸ ژانویه ۲۰۲۳ در کره جنوبی منتشر شد.

## تولید
مردان پیشگام برگرفته از داستان واقعی ۲۳ مبلغ داوطلب مسیحی اهل کره جنوبی است که در سال ۲۰۰۷ توسط طالبان در افغانستان گروگان گرفته شده بودند. تصویربرداری اصلی در اواخر مارس ۲۰۲۰ در اردن آغاز شد اما به دلیل دنیاگیری کووید-۱۹ فیلم‌برداری به تعویق افتاد. پس از مدتی، فیلم‌برداری در اواخر آوریل ۲۰۲۰ شروع شد. گروه بازیگران و تیم تولید در ژوئیه ۲۰۲۰ برای فیلم‌برداری به اردن رفتند. فیلم‌برداری در اردن در سپتامبر ۲۰۲۰ به پایان رسید.

## نقدهای دریافتی

### باکس آفیس
این فیلم در تاریخ ۱۸ ژانویه ۲۰۲۳ در ۱۲۸۹ پرده سینما اکران شد  که توانست در اولین روز اکران، با ۱۰۴۷۹۸ بلیط فروخته شده، در رتبه اول باکس آفیس کره جنوبی قرار بگیرد. 

## انتشار
این فیلم در ابتدا قرار بود که در سپتامبر ۲۰۲۲ منتشر شود اما به دلیل دنیاگیری کووید-۱۹ و برنامهٔ شلوغ بازیگران اصلی، به تعویق افتاد. در دسامبر ۲۰۲۲، یک تریلر برای این فیلم منتشر شد و اعلام شد که تاریخ انتشار فیلم در ۱۸ ژانویه ۲۰۲۳ خواهد بود. پس از انتشار داخلی این فیلم در کره جنوبی، برنامهٔ زمانی انتشار بین‌المللی در آمریکای شمالی در ۲۷ ژانویه، در هنگ کنگ و ماکائو در ۲ فوریه، در فیلیپین در ۸ فوریه، در کامبوج در ۳ مارس و در تایلند در ۲۳ مارس است. این فیلم در ایالات متحده آمریکا و کانادا در ۲۷ ژانویه ۲۰۲۳ منتشر شد و ۸۱۵ بار روی پرده‌های سینما رفت.